# Deborah Laake
Deborah Laake (1953 - 6 de febrero de 2000) fue columnista del Dallas Morning News en la década de 1980 y más tarde redactora de plantilla, columnista, editora, y ejecutiva en el Phoenix New Times. Era conocida por su libro de 1993 titulado Secret Ceremonies: A Mormon Woman's Intimate Diary of Marriage and Beyond ('Ceremonias Secretas: el diario íntimo del matrimonio de una mujer mormona y más allá'), un relato cándido y crítico de sus experiencias vividas como miembro y esposa de otro miembro de La Iglesia de Jesucristo de los Santos de los Últimos Días, también conocida informalmente como iglesia SUD o iglesia mormona.

## Biografía
Una vez captada como miembro de la Iglesia Mormona, se matriculó en la Brigham Young University. Después de dejar de practicar esta religión, publicó el libro Ceremonias Secretas. En el libro describe su niñez, su matrimonio, su divorcio y las ceremonias del templo en la Iglesia SUD. También culpa a la iglesia «de su incapacidad para disfrutar del sexo en su matrimonio, de su tres matrimonios fallidos, de su intento de suicidio, y de los dos meses que tuvo que pasar en una institución psiquiátrica.» El libro fue un éxito comercial; permaneció quince semanas en las listas de libros más vendidos del New York Times, con una tirada por encima de los quinientos mil ejemplares. En su artículo del Religion News Service, Jana Riess caracterizaba Ceremonias Secretas como un «go-for-the-jugular exposé» («ataque directo a la yugular») propio de las memorias de exmormones de esta época.
Laake fue excomulgada por apostasía debido a sus críticas y también por sus «detalladas revelaciones de altos secretos de las ceremonias mormonas del Templo» poco después de la publicación del libro. En 1994, Laake fue diagnosticada de cáncer de pecho. En 2000, se suicidó mediante la ingesta de una sobredosis de píldoras en Charleston (Carolina del Sur). En las fechas anteriores a su muerte, Laake siendo tratada activamente contra la depresión. Según su amigo y anterior compañero de trabajo Terry Green Sterling, esta depresión era severa y comenzó varios años con anterioridad al suicidio.

## Premios
Recibió varios premios durante su carrera. En 1983, ganó una mención especial de la Universidad de Misuri por la factura de su escritura. También en 1983, la Escuela de Periodismo de Columbia le otorgó a Laake un premio especial por su cuento «Wormboys». En 1987 ganó el premio a los columnistas de Arizona. En 1988, fue elegida «Periodista del Año» en Arizona y ganó el premio «National Headliner» en 1991.